# Felix von Ende
Le baron Felix Friedrich von Ende, né le 4 avril 1856 à Breslau en province de Silésie et mort en 1929, est un peintre de genre et paysagiste allemand.

## Biographie

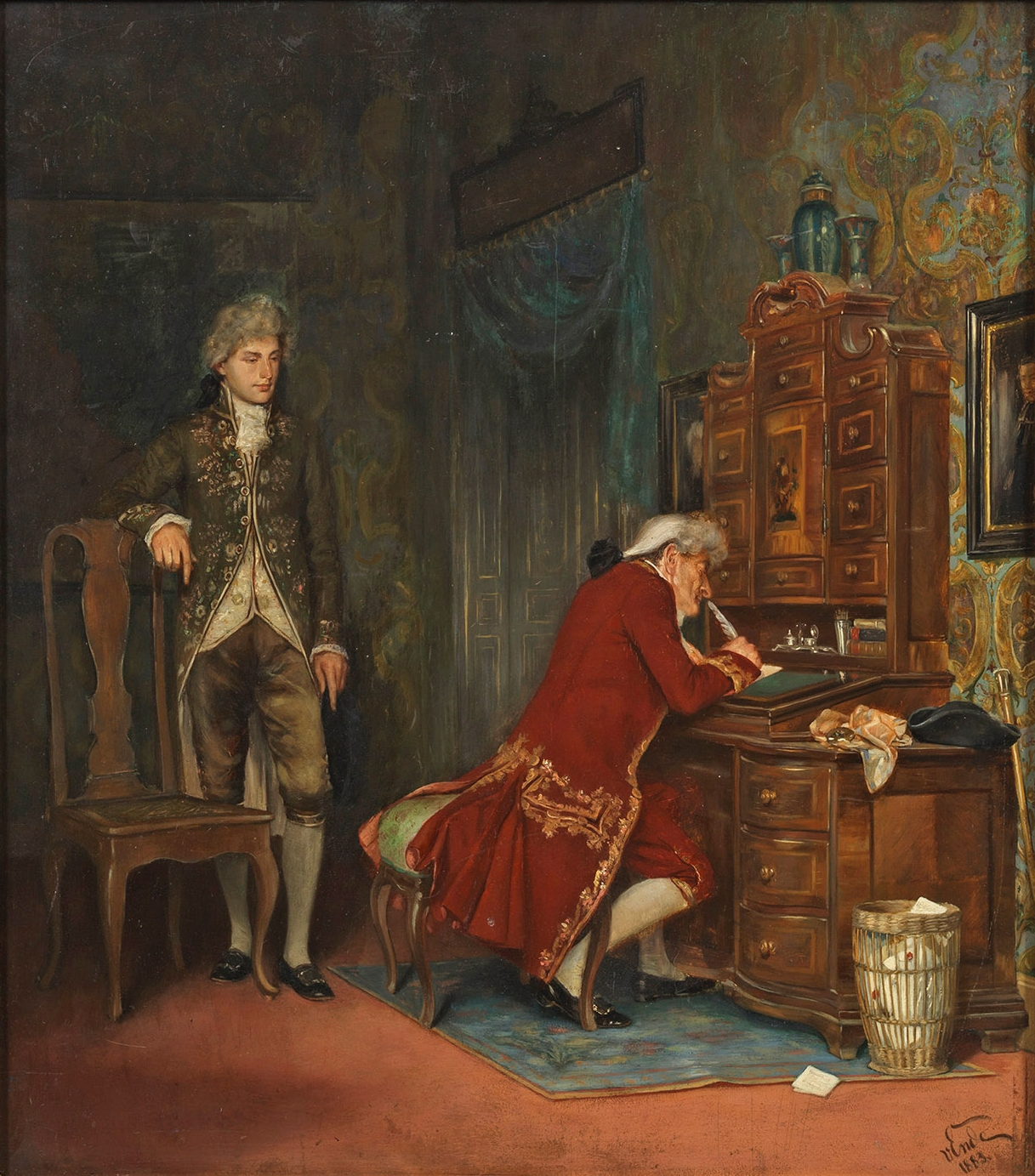
Intérieur baroque avec un jeune homme et un monsieur écrivant, 1883

Felix von Ende est l'un des treize enfants du haut président de la province de Hesse-Nassau, le baron August von Ende, membre du parti conservateur libre au Reichstag, et de son épouse Eleonore, née comtesse von Königsdorff (de) (1831-1907). Il grandit à Breslau et entre en 1872 à l'Académie des arts de Düsseldorf. En janvier de la même année, son père - qui était depuis 1870 vice-président de district de Schleswig - est nommé au même poste à Düsseldorf. Felix von Ende y étudie jusqu'à la fin de l'année 1878, ayant notamment pour condisciples Wilhelm Lotz (de), Andreas et Karl Müller, Wilhelm Roßmann, Heinrich Lauenstein et comme professeurs entre autres Eduard Gebhardt et Julius Roeting ,. Le 4 décembre 1880, il s'inscrit pour étudier la peinture à l'Académie royale des beaux-arts de Munich. Après avoir terminé ses études, il séjourne dans la capitale bavaroise et devient membre de la Sécession munichoise.
Felix von Ende fait partie des artistes du XIXe siècle qui affectionnent les scènes de genre courtoises et qui reprennent le rococo. Il a exposé ses œuvres lors de grandes expositions à Munich, Vienne et Berlin. De 1886 à 1889, il prend part aux expositions de l'Académie de Berlin. De 1891 à 1894, il expose à la Grande exposition d'art de Berlin, en 1888 à Vienne, en 1901 au palais des Glaces de Munich.
Il épouse Elisabeth Hartmann (1871-1942), petite-fille de l'industriel et pionnier du chemin de fer Richard Hartmann et sœur de l'entrepreneur et conseiller économique, Gustav Hartmann (de). Par sa sœur aînée de deux ans, Margarethe (1854-1931), il est en 1882 beau-frère du richissime magnat de l'industrie Friedrich Alfred Krupp. Felix von Ende a conseillé la famille Krupp dans ses achats de tableaux, notamment pour leur somptueuse demeure, la Villa Hügel. Son frère Siegfried fait une carrière d'officier. ils étaient les neveux du comte Felix von Königsdorff (de).

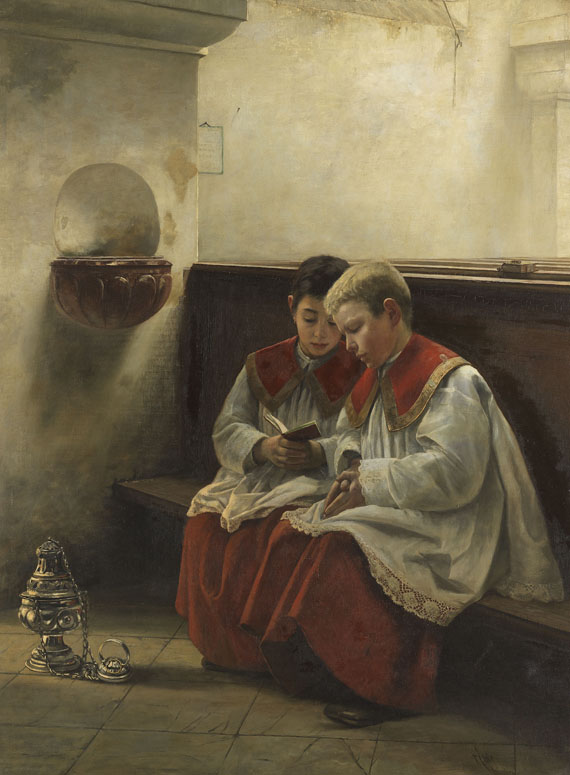
Enfants de chœur lisant leurs prières.
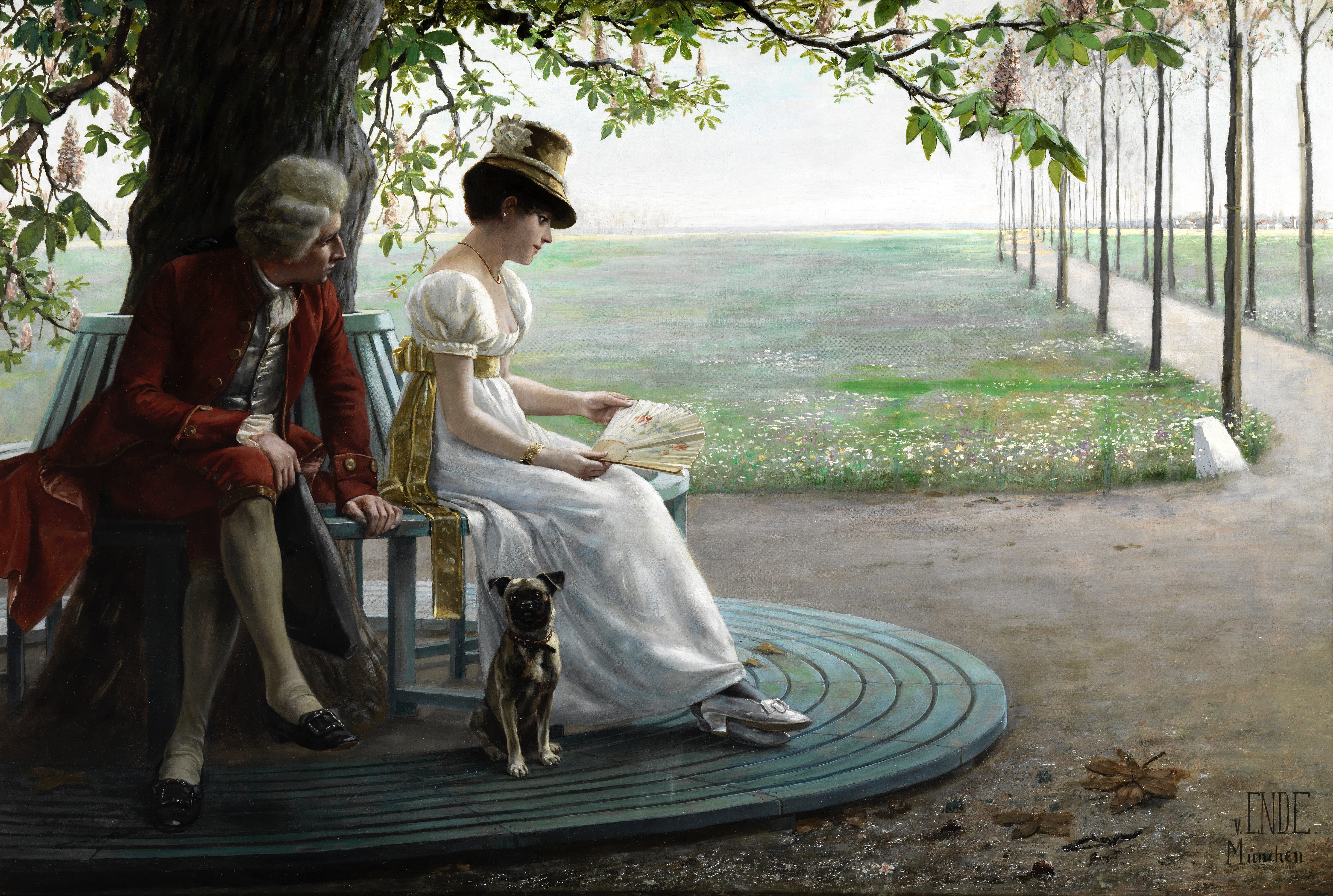
Couple dans un parc.